# فیشر (دهانه)
فیشر یک دهانه برخوردی در ماه‌ است.